# Guy Delisle

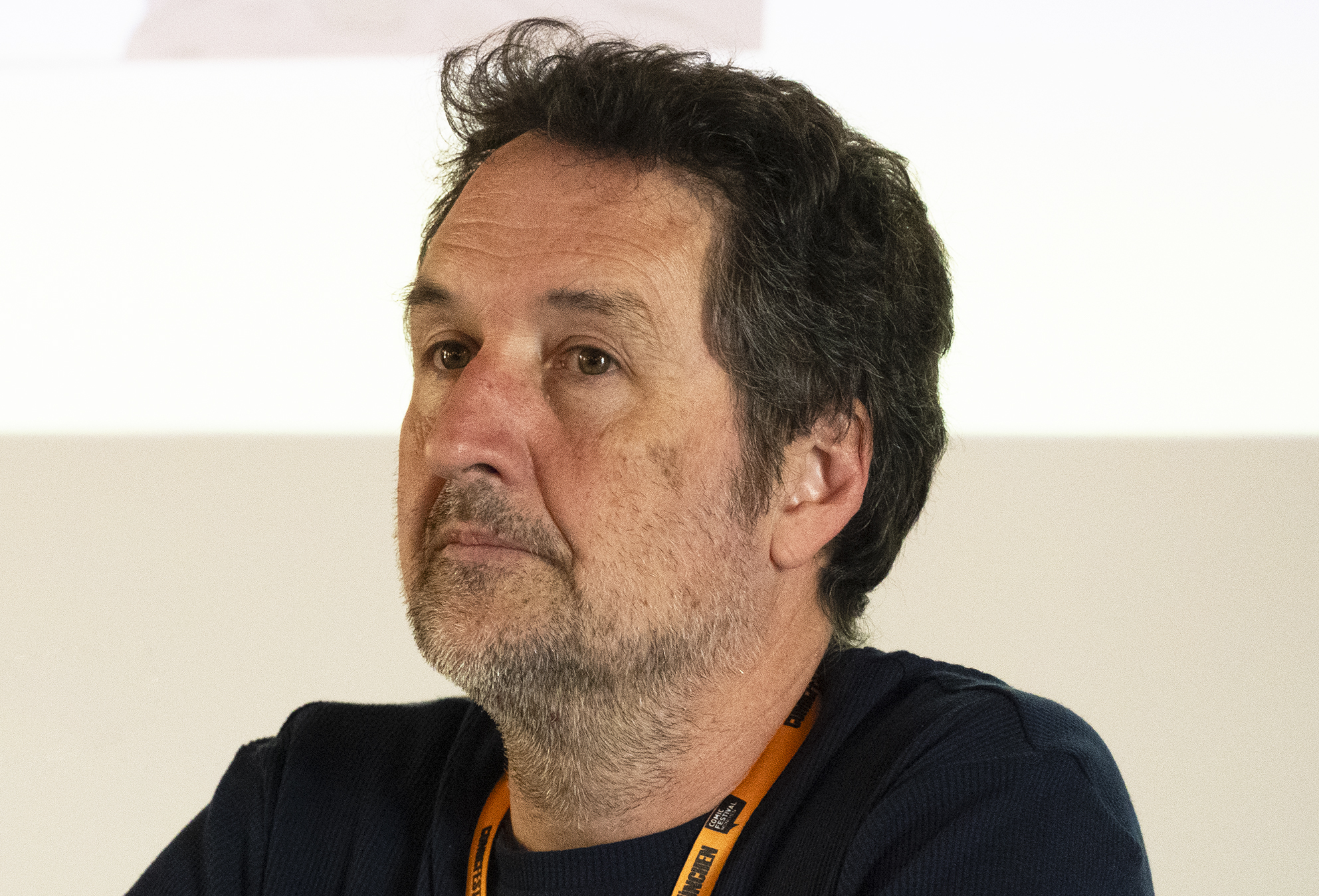
Guy Delisle auf dem Comicfestival München (2025)

Guy Delisle (* 19. Januar 1966 in Québec) ist ein kanadischer Comiczeichner.

## Leben
Delisle studierte ab 1984 am Sheridan-College in Toronto Kunst und arbeitete im Anschluss daran ab 1986 für zwei Jahre bei dem Animationsstudio CinéGroupe in Montreal. Seine Arbeit führte ihn nach Europa, wo er für deutsche, belgische und französische Studios arbeitete, unter anderem an Werner – Beinhart!. Viele Arbeitsschritte zur Herstellung eines Trickfilms werden in Asien in Auftrag gegeben. Delisle beobachtete und kontrollierte diese Arbeiten für die Studios vor Ort und reiste für längere Abschnitte nach China und Nordkorea. Die in Asien gesammelten Erfahrungen flossen in zwei journalistische Graphic Novels ein, 2000 erschien Shenzhen, 2003 folgte Pjöngjang. Beide Comics wurden zunächst in Frankreich von L’Association veröffentlicht und dann u. a. ins Deutsche, Englische, Italienische, Polnische und Spanische übersetzt.
Bei dem französischen Verlag Dargaud erschien ab 2001 eine Serie humoristischer Comics, in denen der etwas tollpatschige Polizeiinspektor Moroni die Hauptfigur ist.
Mit seiner Frau, die für die Organisation Médecins sans frontières (MSF; dt. Ärzte ohne Grenzen) arbeitet, lebte Delisle 2005 14 Monate in Myanmar (bis 1989 Birma); von dieser Zeit berichtet er in dem 2007 erschienenen Comic Chroniques Birmanes (dt. Aufzeichnungen aus Birma). 2008/2009 begleitete er abermals seine für MSF tätige Frau, diesmal für 12 Monate nach Israel. Hiervon berichtet er in dem Comic Chroniques de Jérusalem (dt. Aufzeichnungen aus Jerusalem), wofür er 2012 den Prix du meilleur album des Festival International de la Bande Dessinée d’Angoulême gewann. 2021 verarbeitet er die Eindrücke seiner Studentenzeit in Chroniques de jeunesse (dt. Lehrjahre).
Seine Graphic Novel Shenzhen war im Jahr 2011 Bestandteil der Sammelreihe Süddeutsche Zeitung Bibliothek Graphic Novels.
Seit 1991 lebt und arbeitet Guy Delisle in Montpellier.

## Preise und Nominierungen
- 2012: Prix du meilleur album, Angoulême
- 2017: Rudolph-Dirks-Award für Geisel (Kategorie Biographie)

## Werke
- 1996: Réflexion, L’Association
- 1999: Aline et les autres, L’Association
- 2000: Shenzhen, L’Association; dt. 2006 bei Reprodukt
- 2001: Albert et les autres, L’Association
- 2002: Comment ne rien faire, Pastèque
- 2003: Pyongyang, L’Association, dt. Pjöngjang, 2007 bei Reprodukt
- 2001: Inspecteur Moroni 1: Premiers pas, Dargaud
- 2002: Inspecteur Moroni 2: Avec ou sans sucre, Dargaud
- 2004: Inspecteur Moroni 3: Le Syndrome de Stockholm, Dargaud
- 2005: Louis au ski, Delcourt; dt. Louis fährt Ski, 2007 bei Reprodukt
- 2007: Chroniques Birmanes, Delcourt; dt. Aufzeichnungen aus Birma, 2009 bei Reprodukt
- 2008: Louis à la plage, Delcourt; dt. Louis am Strand, 2009 bei Reprodukt
- 2011: Chroniques de Jérusalem, Delcourt; dt. Aufzeichnungen aus Jerusalem, 2012 bei Reprodukt Verlag, Berlin
- 2013: Le guide du Mauvais Père, Delcourt; dt. Ratgeber für schlechte Väter, 2013 bei Reprodukt, Übers. Volker Zimmermann, Handlettering Olav Korth
- 2014: Le guide du Mauvais Père 2, Delcourt; dt. Neuer Ratgeber für schlechte Väter, 2014 bei Reprodukt
- 2015: Le guide du Mauvais Père 3, Delcourt; dt. Noch ein Ratgeber für schlechte Väter, 2016 bei Reprodukt
- 2016: S’enfuir:  récit d’un otage, Dargaud; dt. Geisel, 2017 bei Reprodukt
- 2018: Le guide du Mauvais Père 4, Delcourt; dt. Ratgeber für schlechte Väter 4, 2019 bei Reprodukt
- 2021: Chroniques de jeunesse, Delcourt; dt. Lehrjahre, 2021 bei Reprodukt
- 2022: Donjon Monsters 16: Quelque part ailleurs, Delcourt; dt.: Donjon Monster 16: Irgendwo anders, 2022 bei Reprodukt